# 剱伎衆かむゐ
剱伎衆かむゐ（けんぎしゅう かむい）は、日本の殺陣師・俳優の集団。殺陣師・俳優の島口哲朗が、殺陣やチャンバラだけでなく剣で表現をする芝居を目指して、「サムライソードアーティスト」と名付けて結成した。
主なメンバーは島口哲朗（1998年 - 、リーダー・主宰）、福田高士（1999年 - ）、田中あきはる（2001年 -2020年 ）、佐藤有（2012年 - ）、松村裕美（2012年 - ）。

## 概要
1998年に島口哲朗・河口博昭・真瀬樹里らで結成。
世界30ヶ国以上、約130都市をパフォーマンス等で訪れている。

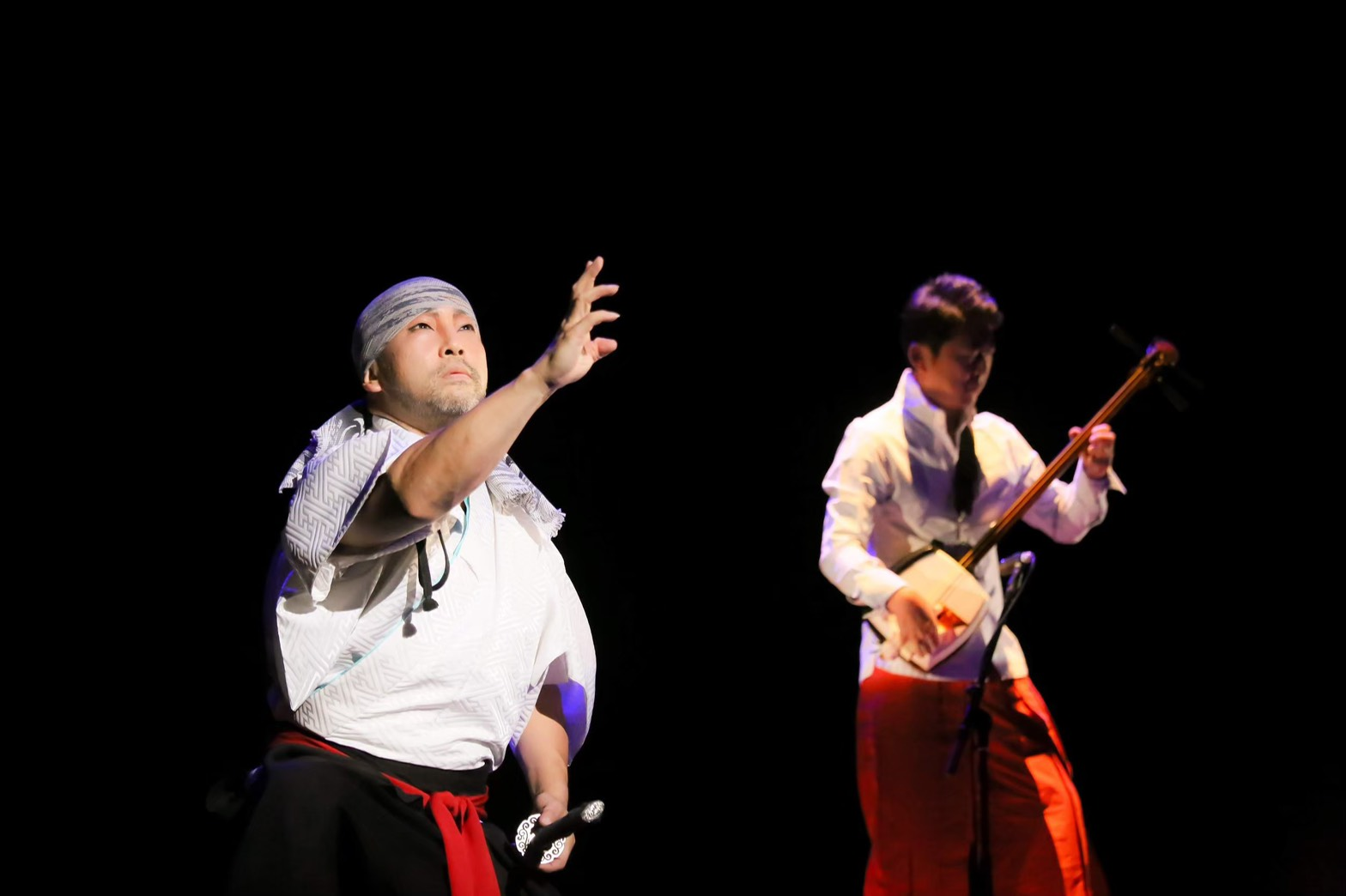
サムライアーティスト島口哲朗 × 三味線プレイヤー上妻宏光

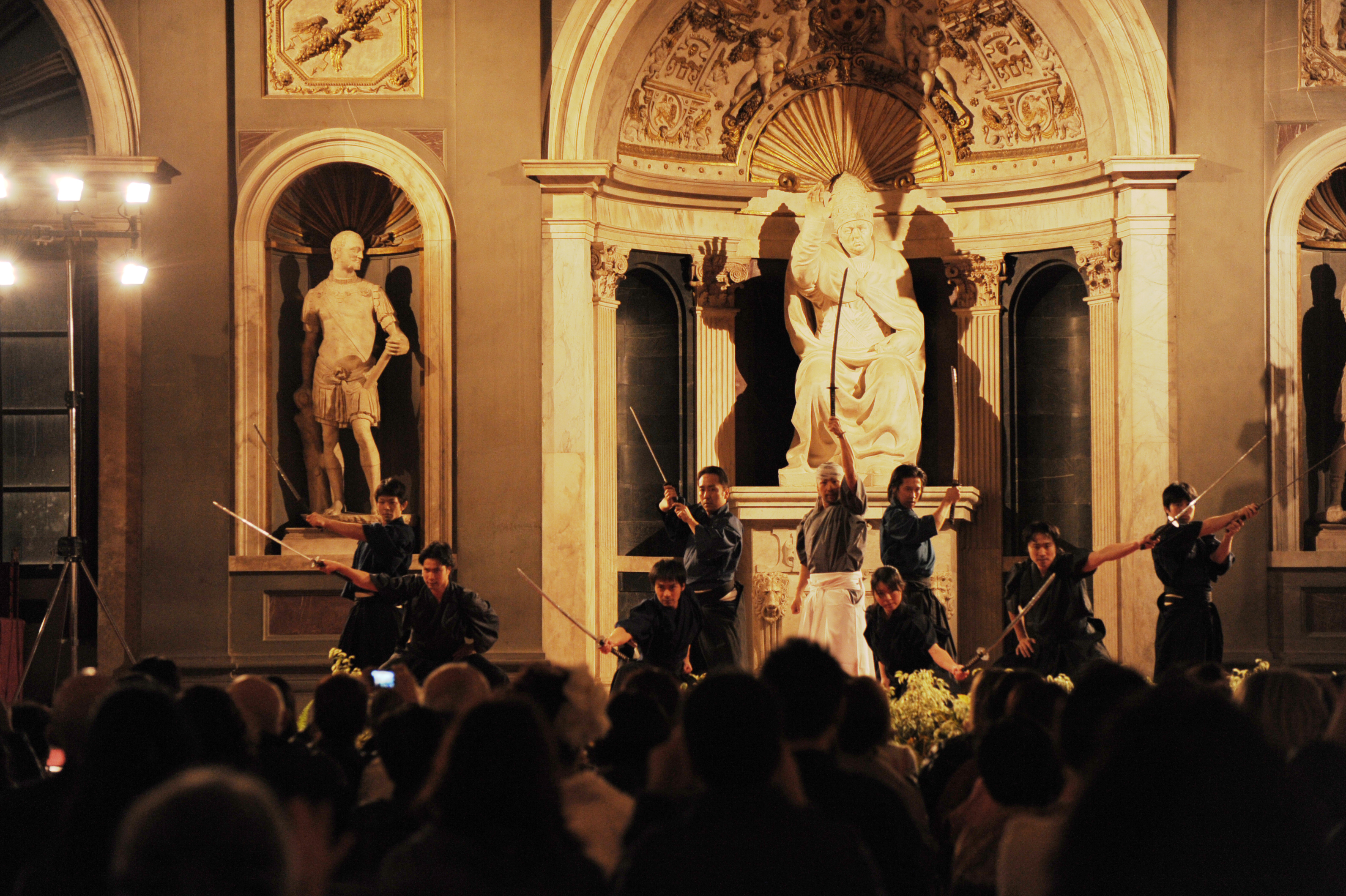
2010年 イタリア・フィレンツェ【ヴェッキオ宮殿 500人大広間】

最近では元サッカー選手のロナウジーニョや、フランス俳優のジェラール・ドパルデューをはじめとする海外の著名人とも共演やサムライ指導なども行っている。
2012年、独自のSAMURAIメソッド『剱伎道』を創設。日本、イタリア、ポーランド、チェコ、リトアニア、ベラルーシ、アメリカなどで道場を展開中。

## 活動

### 映画
- Vシネマ時代劇「野良犬」（2001年）-殺陣振付（島口）／出演（福田・田中）

### テレビ

#### 国内
- 「お宅拝見」アメリカLA編（1998年、テレビ朝日）
- 「宮本武蔵」（2000年、テレビ東京）
- 「ID」（2003年、テレビ朝日）-出演（福田）
- 「お昼ですよ！ふれあいホール」（2004年、NHK）
- 「アメリカン・モーニング」（2004年、CNN）
- 「隠密スパイ道」（2005年、BSi TBSチャンネル）- 出演（島口・福田・田中）
- 「題名のない音楽会」（2005年、テレビ朝日）
- 「未来図鑑」（2006年、BSジャパン）
- 金曜バラエティー「金バラ小劇場～あぁ！花の忠臣蔵」（2011年、NHK）
- 「石井竜也のショータイム」（2012年、NHK-BSプレミアム）
- 金曜バラエティー「ダンス最前線」（2012年、NHK）
- 戊辰150周年記念特別番組「AIZU -目覚めよ義の心-」大義編・道義編・信義編・忠義編（2018年、BS朝日、BS日テレ、BSフジ、BS-TBS）
- 「かんさい情報ネット.ten」（2018年、読売テレビ）

#### 海外
- ナショナル・ジオグラフィック・テレビジョン 「Nat GeoAmazing!」 番組内にて特集を組まれる（2010年）
- ポーランド国営テレビ番組出演（2010年、VTP）
- ポーランド国営放送生出演（2012年、TVP）
- アメリカ番組「ダガーファミリー」出演（2013年）
- ポーランド国営放送生出演（2015年、TVP1）
- リトアニア国営放送TV番組 生出演（2015年、リトアニア・ビルニュス）
- ベラルーシTV出演（2018年、CTVBY）
- 「Sword Artists KAMUI CoriaDelRio Creditos」コリア・デル・リオ市PR映像出演（2020年）

### CM
- 東京ガス「ガスパッチョ」〜赤穂浪士編（2007年）
- 東武鉄道新車両・東京メトロ日比谷線内にて「SAMURAI TRAIN」編（2017年）- 出演（島口・松村）
- ライザップ新CM「梅沢富美男」“殺陣編”（2018年）- 殺陣振付（島口）／出演（福田・田中・佐藤）
- ミウラ安全（2018年）- 出演（麿赤児）

### PV
- 世界柔道公式テーマソング つるの剛士「メダリスト」PV（2010年）- 振付・出演
- サムライアーティスト剱伎衆かむゐPV「霧幻～MUGEN～」（2011年）
- supercell「拍手喝采歌合」PV（2013年）- 振付/出演（島口・佐藤）
- 小林未郁「せむし男の恋」MV（2016年）
- 小林未郁「迷宮入り」MV（2018年）
- PKCZ新曲MV「Cut It Up feat.CL&AFROJACK」（2018年）- 殺陣監修（島口）／振付（佐藤）／出演（かむゐ）
- インバウンド観光PR動画「Diamond Route Japan：History-Feel the Real Samurai Sprit」PV（2018年）- 出演（島口・松村）
- 戊辰150周年記念特典映像【土津神社編】【日新館編】【松平廟所編】（2018年）
- インバウンド観光PR動画「Diamond Route Japan 2019-Fukushima,Tochigi,Ibaragi」PV 振付・出演（2019年）
- Code of The SAMURAI-Japan Tour 2019 by Diamond Route Japan（2019年）
- REDISCOVER-FUKUSHIMA - SAKURA（Cherry Blossom）（2019年）- 出演（島口・松村）
- Code of The SAMURAI：Diamond Route Japan - Fukushima, Tochigi, Ibaragi（2020年）

### 舞台

#### 国内
- 殺陣「阿修羅」（2000年、新宿シアター・サンモール）
- 勾玉池能舞台・奉納剣舞（2001年、伊勢神宮）
- 剱伎衆かむゐ公演「しおん」（2001年、府中の森芸術劇場）
- 「平成こけら落とし公演全国座長大会」（2004年、嘉穂劇場）
- 「剱伎衆かむゐのチャンバラ夏祭り」（2007年、新宿シアター・サンモール）
- 水木英昭プロデュース「眠れぬ夜のストレイドックエレジー～蘇州夜曲」（2007年、新国立劇場小劇場）
- 剱伎衆かむゐ十周年記念公演「閃」（2008年、あうるすぽっと）
- X-QUEST公演「狼少女ダルマ～日出処の天女」（2008年、あうるすぽっと）
- 剱伎衆かむゐ公演vol.3「HUN-DON 渾沌」（2010年、座・高円寺）
- 水木英昭プロデュース「眠れぬ夜の1×8レクイエムネイキッドポリスアカデミー」（2010年、紀伊国屋ホール）
- イタリア凱旋公演「夢幻泡影×かむゐSAMURAI SPIRIT」（新宿SPACE107）
- 水木英昭プロデュース VOL.11「SAMURAI挽歌～房州幕末編～」（2011年、スペースゼロ）
- 吉本興行創業100周年特別講演 演舞（2012年、なんばグランド花月）
- 明治座140周年記念 梅沢富美男・中村玉緒特別公演（2012年、明治座・新歌舞伎座）
- 上妻宏光 日本流伝心祭「楔〜KUSABI」（2011・2012年）
- 詩吟の会にて義太夫・歌舞伎囃子・詩吟とのコラボ演舞（2012年、日本橋公会堂）
- 島津亜矢コンサート「曙光 夜明けの光～劇場版スペシャル～」（2012年）
- ユニットN.A.Sプロデュース公演「花や..蝶や..」（2013年、築地本願寺 ブディストホール）
- 「梅沢富美男・中村玉緒 特別公演」（2013年、明治座）
- 剱伎衆かむゐ公演「かむゐ見参！」（2013年、浅草東洋館）
- motonari project 日本の風「鬼棲処」（2013年、渋谷区伝承ホール）
- が〜まるちょばプロジェクト公演出演（2013、紀伊國屋ホール）
- 「かむゐ剱参LIVE～We Are Japanese」（2013年、浅草六区ゆめまち劇場）
- ベニバラ兎団vol.15 「VANPIST」（2014年、池袋シアターグリーン）
- 上妻宏光15周年記念公演 日本流伝心祭「クサビ～楔」（2015年、渋谷公会堂）
- ヨーロッパ凱旋公演「ウタカタナセカイ」（2016年、渋谷区伝承ホール）
- 「THE FACTORY」（2017年、CBGKシブゲキ!!、阪急うめだホール）
- ヨーロッパ凱旋公演「ウタカタナセカイ」再演（2017年 日本橋公会堂）
- 銀座花鏡「夏のにぎわい～隅田川～」（2017年、観世能楽堂GINZA SIX）
- SAMURAI SPIRITS 剱伎衆かむゐ featuring 中西俊博（2018年、青葉の森公園芸術文化ホール）
- 「島津亜矢 特別公演」（2018年、名古屋 中日劇場）殺陣振付・指導
- 「THE FACTORY SHIBUYA」（2018年 CBGKシブゲキ!!）
- インバウンド・ブランディング新プロジェクト「Code of The SAMURAI」イベント（2018年、TSUTAYA O-WEST）
- 剱伎衆かむゐ20周年記念公演「Samurai still exist」（2018年、渋谷区伝承ホール）

#### 海外
- 「CHANBARA」エディンバラ公演（2006年、英国スコットランド）
- 「SAMURAI SPIRIT」エディンバラ公演（2008年、スコットランド）
- イタリア国立ぺルゴラ劇場公演「SAMURAI SPIRIT」（2010年、イタリア・フィレンツェ）
- テアトロ・デル・サーレ「剱伎衆かむゐ&小林未郁」公演　(2010年、イタリア・フィレンツェ)
- JapanWeekにてかむゐ演舞（2010年、ポルトガルてんポルト/リボリ劇場）
- ロサンゼルス公演（2011年、日米劇場）
- JapanWeekにてかむゐ演舞（2011年、ドイツ・フランクフルト/Schauspielge劇場）
- 世界遺産地区ホイアン・日本橋にて演舞（2012年、ベトナム・ホイアン）
- JapanWeekにて「剱伎衆かむゐfeaturing 小林未郁」公演（スペイン・バレンシア/Musica劇場）
- BLUE NOTE ポズナン公演（2013年、ポーランド・ポズナン）
- JapanWeekにて「剱伎衆かむゐfeaturing 小林未郁」公演（2013年、ポーランド・ポズナン/オペラ座 theater ビエルキ）
- 「剱伎衆かむゐ featuring小林未郁」公演」（2013年、イタリア2か所）
- フィレンツェ・シニョリーア広場にて演舞（2014年、イタリア・フィレンツェ）
- JapanWeek「剱伎衆かむゐ featuring小林未郁」公演（2014年、スイス・ベルン/パウルクレー劇場）
- 「剱伎衆かむゐ featuring小林未郁」公演（2014年、イタリア・ルッカ/サンフランチェスコ教会）
- ポーランド・クラシニク音楽学校にて公演（2014年、ポーランド・クラスニク）
- ポーランド「KAMUI公演」（2014年、ポーランド5か所）
- アメリカ「KAMUI 公演」（2015年、アメリカ・オレゴン州・ポートランド／Lasell Stewart Center）
- フィンランド「剱伎衆かむゐ featuring小林未郁」公演（2015年、フィンランド・ヘルシンキ）
- エルミタージュ美術館公演（2015年、ロシア・サンクトペテルブルク）
- アルマーニホテルドバイにて、日本人初のパフォーマンス（2016年、UAE）
- サント・スピリト大聖堂にて「剱伎衆かむゐ featuring小林未郁」公演（2016年、イタリア・フィレンツェ）
- 国立アルセナール美術館にて公演（2017年、ウクライナ・キエフ）
- マドリッド公演「Utakatana Sekai - Samurai Spirit」/Teatro Fernamdo de Rojas del Circulo de Bellas ArtesC（2018年、スペイン・マドリッド）

### イベント

#### 日本
- 縄文の祭り・太古の夢（2000年、沖泳良部島）
- 崇城大学芸術学部開設記念祝賀会（2000年、熊本）
- 「Act Against Aids2003」（2003年、日本武道館）
- 「剱伎衆かむゐのサムライナイト」（2004年、新宿ロフトプラスワン）
- 「剱伎衆かむゐのサムライナイト・リターンズ」（2007年、新宿ロフトプラスワン）
- 「剱伎衆かむゐ LOFT CIRCUIT Vol.1〜 Vol .5」（2009年、新宿ロフト他）
- 和風えんたあていめんと「糸蘭懐石」（初演2009年/再演2010年、渋谷DUO）
- 函館野外劇 殺陣指導・振付（2010年、函館）
- 水木英昭プロデュース「サマーカーニバル」（2011年、六本木スイートベイジル）
- DINING THEATERーNINJYAー幻術桟敷（2014年、京都）
- 東京オリンピック50周年イベントIOC各国VIPに特別演舞（2014年、浅草）
- 「大江戸和宴」出演（2016年、代々木公演野外ステージ）
- 伊勢丹新宿店にて、AUN J CLASSIC ORCHESTRAとのコラボステージ「ISETAN BONDANCE 2016」（2016年、新宿伊勢丹）
- 六本木アートナイト2016～SAMURAI IN ROPPONGI!!～出演（2016年）
- 「Dramatic Legacy 歴史遺産で発信するものがたり 近江の国・彦根市＋多賀町」（2016年、滋賀彦根城）
- 「けんまたい」（剱伎・マリンバ・和太鼓コラボレーション）（2016年、青葉こうかいど）
- 川越老舗料亭にてミニショー（2016年、料亭山屋）
- 関ヶ原PRイベント「SAMURAI NIGHT」（2017年、明治記念館）
- 「剱伎衆かむゐサムライナイト 復活編」（2017年、Loft9 Shibuya）
- 「KAIKOKU～開國～参」（2017年、Yokohama O-SITE）
- 大江戸ハワイフェスティバル（2017年、ベルサール東京日本橋）
- 「ツーリズムEXPOジャパン」（2017年、東京ビッグサイト）
- 「イコクノハナシ」（2017年、Loft9 Shibuya）
- ウカスカジーツアーライブ「雷プロジェクト」出演（2017年、豊洲pit）
- 「剱伎衆かむゐ 20周年記念ロフトサーキット vol.1～vol.4」（2018年、Loft9 Shibuya）
- 「会津まつり」&「Diamond Route Japan」撮影（2017年、鶴ヶ城）
- 「YAMATO‐SAI」（2017年、大和市文化創造拠点シリウス）
- 「稲川淳二の怪談冬フェス2018～幽宴～」（2018年、TIAT SKY HALL）
- 「杜のひびきinおおみや（時間をはずした日の祭事）」出演（2018年、大宮八幡宮）
- Countdown at Aman Tokyo（2018年、Aman Tokyo）
- 「2019 会津サムライまつり」（2019年、鶴ヶ城特設ステージ）
- Japan Expo 20周年記者会見（2019年、国立美術館）
- 日本賢人会シンポジウム 年頭演舞（2020年、参議院議員会館）
- 「第11回　エドモンド雪まつり」（2020年、ホテルメトロポリタンエドモント）

#### 海外
- ストラスフェアータワーホテルショー（1998年、ラスベガス）
- 「ワシントンDC公演」（2005年、ジョン・F・ケネディ・センター）
- 「フィラデルフィア公演」（2005年、インターナショナルハウス）
- 「サンフランシスコ公演」（2005年、アジアン・アート・ミュージアム）
- 「シカゴ公演」（2005年、北イリノイ大学&シカゴ総領事館インフォメーションセンター）
- 「お江戸ー座公演」（2006年、LA・日米劇場）
- ワルシャワ・日本大使館文化センターにてかむゐ公演（2011年、ポーランド・ワルシャワ）
- 「かむゐヨーロッパツアー2011夏」（2011年、フランス・イタリア）
- かむゐ演舞（2011年、イタリア・バニョラ・リーポリ）
- 「かむゐヨーロッパツアー2011秋」（2011年、ドイツ・イタリア）
- 「かむゐベトナムツアー2012夏」（2012年、ベトナム）
- 「かむゐヨーロッパツアー2012秋」（2012年、ポーランド・イギリス・スペイン・イタリア）
- ワルシャワ・ウッジ複数都市にてかむゐ公演（2012年、ポーランド・ワルシャワ）
- ギタリスト布袋寅泰と「キル・ビル」にてコラボ（2012年、ロンドン）
- 「かむゐベトナムツアー2013夏」（2013年、ベトナム）
- 「かむゐヨーロッパツアー2013秋」（2013年、ポーランド・イタリア）
- ワルシャワ・日本大使館文化センターにて公演（2013年、ポーランド・ワルシャワ/日本大使館文化センター）
- 「かむゐヨーロッパツアー2014春」（2014年、ポーランド・イタリア）
- アテネ五輪柔道金メダル パウエル・ナストゥーラとのコラボステージ（2014年、ポーランド）
- 「かむゐヨーロッパツアー2014秋」（2014年、スイス・イタリア・ポーランド）
- イタリア「genten Firenze」にてインストアライヴ（2014年、イタリア・フィレンツェ）
- ワルシャワ・日本大使館文化センターにてかむゐ公演（2014年、ポーランド・ワルシャワ）
- 「かむゐヨーロッパツアー2015春」（2015年、ポーランド・イタリア）
- イタリア「ETONA COMICS」にて演舞（2015年、イタリア）
- イタリア「genten Firenze」にてインストアライヴ（2015年、イタリア・フィレンツェ）
- イタリア「Café LETTERARIO」にて演舞（2015年、イタリア・フィレンツェ）
- ポーランド「アジアパシフィックミュージアム」（2015年、ポーランド・ワルシャワ/アジアパシフィックミュージアム）
- ポーランド・ウッジにてミニエキシビション（2015年、ポーランド・ウッジ）
- 「かむゐアメリカツアー2015秋」（2015年、アメリカ）
- アメリカ・オレゴンにてショートエキシビジョン（2015年、アメリカ・コーバリス／OSU）
- 「かむゐヨーロッパツアー2015秋」（2015年、フィンランド・ロシア・イタリア・ポーランド・リトアニア）
- フィンランド国立芸術大学にてミニ演舞（2015年、フィンランド・ヘルシンキ／フィンランド国立芸術大学）
- イタリア・ミラノにて演舞（2015年、イタリア・ミラノ／Cascina Cuccang）
- AL WAHDA MALLにて演舞（2016年、UAE・アブダビ）
- 「かむゐヨーロッパツアー2016春」（2016年、ポーランド・イタリア・UAE）
- ワルシャワ・日本大使館文化センターにてかむゐ公演（2016年、ポーランド・ワルシャワ）
- イタリア「genten Firenze」にてインストアライヴ（2016年、イタリア・フィレンツェ）
- 「かむゐヨーロッパツアー2016秋」（2016年、イタリア・スペイン）
- 「かむゐUAEツアー2016秋」（2016年、UAE・ドバイ・アブダビ・シャルジャ）
- アブダビ・Applied Technology High School女子部・男子部にて演舞（2016年、UAE・アブダビ）
- 「かむゐUAEツアー2017春」（2017年、ポーランド・イタリア）
- ポーランド「日本祭」出演（2017年、ポーランド・ワルシャワ）
- 「かむゐヨーロッパツアー2018夏」（2018年、チェコ・エストニア・フランス）
- 「かむゐヨーロッパツアー2018秋」（2018年、イタリア・スペイン・ウクライナ・ベラルーシ）
- 「サロン・デル・マンガ」（2018年、スペイン・バルセロナ）
- フィンランド映画撮影（2018年、フィンランド）
- 「かむゐヨーロッパツアー2019秋」（2019年、イタリア・ギリシャ・チェコ）

### ディナーショー
- 「剱伎衆かむゐのサムライナイト夏の陣」（2005年、赤坂プリンスホテル）
- 「侍魂SAMURAI SPIRIT 2009」（2009年 、シェラトン・グランデ・トーキョーベイ・ホテル）
- 「侍魂SAMURAI SPIRIT 2010」（2010年 、シェラトン・グランデ・トーキョーベイ・ホテル）
- 「剱伎衆かむゐディナーショー」（2012年、ベトナム・ダナン ハイアットホテル）
- 「けんまたい」ホテルディナーショー（2016年、伊東温泉ホテルサンハトヤ）

### 殺陣振付・指導
- 「桜川ぴん助リサイタル」（2001年）
- 地球ゴージャス公演vol.7「クラウディア」（2004年）
- 地球ゴージャスアンコール公演「クラウディア」（2005年）
- 「氷柳懐石」（2005年）
- 地球ゴージャス公演vol.8「HUMANITY THE MUSICAL」（2006年）
- 「函館野外劇(五稜郭)」（2007年、2010年）
- マキノ雅彦監督「次郎長三国志」（2008年）
- 地球ゴージャス公演vol.10「星の大地に降る涙」（2009年）
- ProjectNYX公演「浅草版 くるみ割り人形」（2012年）
- ユニットN.A.Sプロデュース公演「花や..蝶や..」（2013年）
- 「モーニング娘。」ライヴ（2013年、名古屋・東京・大阪）
- KARADA FACTORY「ジル・ド・レ」（2014年、大阪）
- 「Gilles de Rais ～ジル・ド・レ episodeⅠ 残光のリフレイン～」（2015年）
- 「Gilles de Rais ～ジル・ド・レ episodeⅡ フロイスの微～」（2015年）
- ベニバラ兎団vol.17「SIX DAYS」（2015年）
- WBB vol.10.5「リバーヒストリカ 2016」公演（2016年）
- 「Gilles de Rais ～ジル・ド・レ episode ZERO 狂愛のゼラニウム～」（2017年）
- 地球ゴージャス二十五周年祝祭公演「星の大地に降る涙 THE MUSICAL」（2020年）

### その他
- 海外アスリートへサムライ道場指導（セバスチャン・ローブ、他）
- kuro-obi world【4K】「Today I met samurai “KAMUI” サムライに出会った日」（2015年）／西冬彦監督
- インターネット番組「ジャパンクラスのWa ja」渋谷PLUGにて開始（2015年）

## 国際特許
- 国内登録
  - 剱伎衆かむゐ (第5987652号)
  - 剱伎道 (第5987653号)
  - SAMURAI ARTIST (第5987651号)
- EU登録
  - KAMUI (No.016378473)
  - KENGIDO (No.016378622)
  - SAMURAI ARTIST KAMUI (No.016378648)